# Federica Felini
Federica Felini (Lodi, 13 aprile 1983) è un'ex modella, personaggio televisivo e cantante italiana.

## Biografia
Inizia a lavorare come modella a Milano, prima di divenire protagonista della campagna mondiale di Guess?.
Pochi mesi dopo ha inciso il singolo Je t'aime, che fu scelta dalla Citroën come colonna sonora dello spot della Citroën C1 ed entrò nelle classifiche di Italia, Francia e Belgio. Ha anche all'attivo un duetto intitolato Non fidarti.

## Discografia

### Singoli
- 2005 – Je t'aime
- 2006 – Non fidarti